# Paula Devicq
Paula Michelle Devicq (Edmonton, 7 luglio 1965) è un'attrice canadese.

## Biografia
Paula nacque ad Edmonton, Alberta, Canada il 7 luglio del 1965. Crebbe per un certo periodo di tempo a Vancouver. Da giovane praticava vari sport quali il curling e il pattinaggio di figura dopo la scuola ogni giorno. Ha frequentato il produttore Noel Ashman e l'attore Scott Wolf, che ha recitato assieme a lei in Cinque in famiglia.
Ha sposato nel 2001 l'attore Joseph Lyle Taylor, dal quale però ha divorziato nel 2009.

## Carriera
L'attrice è nota soprattutto per il ruolo di Kirsten Bennett Salinger nella serie televisiva Cinque in famiglia, interpretato dal 1994 al 2000. Ha anche recitato in 100 Centre Street con Alan Arkin, ricevendo giudizi positivi dalla critica. Ha avuto una parte importante nel film per la televisione "Wounded Heart", di tipo drammatico ambientato in Texas, dove interpretava il ruolo di una ragazza che trova il suo amore durante il viaggio di ritorno nella sua città di provenienza per incontrare il padre, mettendo in evidenza il contrasto fra città e campagna.

## Filmografia
- Pinion (2008) - Lynn
- Law & Order: Criminal Intent - Christine Mayfield (1 episodio, 2007)
- Mr. Gibb (2006) - Holly Cooper
- His and Her Christmas (2005) (TV) - Vicki
- Rescue Me - Sondra (6 episodi, 2004-2005)
- Law & Order - Miranda Shea (1 episodio, 2005)
- The Breakup Artist (2004) - Teresa
- The Grid (2004) (TV mini-serie) - Jane McCann
- The Coven (2004) (TV) - Kate Moore
- 100 Centre Street - Cynthia Bennington (12 episodi, 2001-2002)
- Cinque in famiglia - Kirsten Bennett (89 episodi, 1994-2000)
- Kill the Man (1999) - Vicki Livingston
- Dinner and Driving (1997) - Laura
- Wounded Heart (1995) (TV) - Tracy Lance (accreditata come Paula DeVicq)

## Doppiatrici italiane
Nelle versioni in italiano delle opere in cui ha recitato, Paula Devicq è stata doppiata da:
- Laura Boccanera in Cinque in famiglia
- Chiara Colizzi in 100 Centre Street
- Anna Radici in Law & Order: Criminal Intent